# 青春情結
〈青春情結〉（日语：／）是日本虛構女子搖滾樂隊團結Band的一首CD單曲。該曲也是日本電視動畫《孤獨搖滾！》第一季的片頭主题曲，其随该动画第一集的播出於2022年10月9日开放數位音樂下載，同月12日由日本Aniplex發行单曲CD。後收录于與该乐队同名的专辑中。

## 背景與發行
2022年9月14日，Aniplex宣布〈青春情結〉将用來作為電視動畫《孤獨搖滾！》的片頭曲。2022年10月9日，也就是動畫第一集播出當天，该歌曲在各種數位分發平台上線，开放數位音樂下載。其歌詞由樋口愛作詞，音羽-otoha-作曲，三井鶴郎編曲。
同年10月12日發行單曲CD。该CD除主打歌〈青春情結〉外，亦收錄了作為伴奏曲的新歌〈孤獨東京〉（ひとりぼっち東京），以及每首歌的伴奏版本。首發限定版的CD中也附贈了團結Band的標誌貼紙作为贈品。
2023年3月18日，〈青春情結〉的錄音室現場影片在東京新宿Yunica Vision、名古屋NAGY、大阪道頓堀站的大螢幕上播出，並於翌日在YouTube上發布。
2023年11月，串流媒體播放量突破5,000萬次，日本唱片協會將其認證為串流媒體黃金唱片。另一方面，歌曲〈孤獨東京〉亦被用作2024年6月7日上映的電影《劇場總集篇 孤獨搖滾！Re:》的插曲。
智慧型手機音樂遊戲《偶像大師 灰姑娘女孩 星光舞台》於2023年10月30日收錄了由星辉子（配音：松田颯水）翻唱的〈青春情結〉版本。而北澤佑扶於2025年5月7日在翻唱歌曲專案《CrossSing》中翻唱了此歌曲。

## 構思與評價
参与制作〈青春情結〉的樋口愛、音羽-otoha-、三井鶴郎分别對這首主打歌做出如下評價：
她害怕是因為她想直面一切；她不想失敗是因為她想接受挑戰。小孤独總是在直面一切。她會遇到自己不擅長的事情。即使她會被捲入其中，她也很勇敢。而我想大多數人[遇到这种情况]都會放棄。《青春情結》是一首關於小孤独狰狞內心的歌曲。我希望透過小孤独的经历，人們能夠學會愛自己。——樋口愛
讀原作的時候，苦澀的學生時代湧上心頭，以一種美好的感覺湧上心頭，於是我順勢一口氣作了曲。或許正因如此，旋律才顯得有些陰暗，這在動畫歌曲中並不常見，抱歉。即使是像我這樣內向的人寫的歌，在優秀的作詞作曲和優秀聲優的演繹下，也能煥發出精彩的新生，再次感嘆音樂的萬能性。現在，我一邊看著動畫，一邊思考著這句話。啊...小孤独她们動起來了...她們活了過來...她們隨著我的歌聲展現出各種表情...我太開心了...以上都是小孤独的粉絲、也是超級宅男的心聲。請務必去看看。——音羽-otoha-
作為一個因為不會彈吉他而沒參加高中修學旅行的人，我非常同情後藤一里。
而且...樂團真的很棒。
這次我參與了團結Band〈青春情結〉的編曲。我把對樂團和下北澤現場演出的所有熱情都傾注在了這首歌裡。如果你們能感受到團結Band奔放奔放、活力四射的一面，那就太好了。

樂團...真的很棒！！——三井鶴郎
另一方面，音樂评论家Z11評價主打歌稱：「演奏技巧與人聲的結合產生了相乘效果，呈現出令人聯想到日式搖滾的感性景象。吉他的強勁存在感，令人忍不住跟著哼唱，同時又復雜深邃，無論聽多少遍都不會褪色。」他還關注了歌詞，說道：「歌詞中坦率地表達了主人公對音樂的最初衝動，就連歌詞的突兀也增強了歌曲的感性和青春氣息。」

## 製作人員
- 長谷川育美 – 主唱
- 三井律郎、akkin – 吉他
- 高間有一 – 贝斯
- 比田井修 – 鼓

〈孤獨東京〉
- 長谷川育美 – 主唱
- 三井律郎、akkin – 吉他
- 高間有一 – 贝斯
- 比田井修 – 鼓[16][17]

## 專輯目錄
| 〈青春情結〉CD | 〈青春情結〉CD     | 〈青春情結〉CD | 〈青春情結〉CD |
| 曲序           | 曲目               | 作曲           | 时长           |
| -------------- | ------------------ | -------------- | -------------- |
| 1.             | 青春情結           | 音羽-otoha-    | 3:25           |
| 2.             | 孤獨東京           | 永井正道       | 3:53           |
| 3.             | 青春情結（伴奏版） | 音羽-otoha-    | 3:25           |
| 4.             | 孤獨東京（伴奏版） | 永井正道       | 3:52           |
| 总时长：       | 总时长：           | 总时长：       | 14:35          |